# Kadarkút
Kadarkút é uma cidade da Hungria, situada no condado de Somogy. Tem 39,74 km² de área e sua população em 2019 foi estimada em 2.435 habitantes.